# Henry Jones (pisarz)
Henry Jones, pseud. Cavendish (ur. 2 listopada 1831 w Londynie, zm. 10 lutego 1899 tamże) – brytyjski lekarz i pisarz, autorytet w różnych grach karcianych, zwłaszcza w wiście, ekspert w tenisie ziemnym i innych grach na trawie jak np. krokiet.

## Biografia
Henry Jones urodził się w londyńskiej dzielnicy Soho jako najstarszy syn chirurga Henry’ego Devrishe’a Jonesa. Od 1842 do 1848 roku uczęszczał do King’s College w Wimbledonie.  W latach 1849 i 1851 odbywał praktyki studenckie w Szpitalu św. Bartłomieja. Jego podpis widnieje w księdze wpisów w szpitalnym archiwum. Do księgi tej wpisywali się studenci na początku praktyk studenckich. Adres podany przy wpisie to 23 Soho Square.
W 1852 został przyjęty w poczet członków Royal College of Surgeons (MRCS) i rozpoczął prace jako lekarz rodzinny, którą wykonywał aż do 1869 roku, kiedy to po 16 latach zmienił plany i został pełnoetatowym pisarzem, piszącym o sporcie i grach towarzyskich. Karierę pisarską rozpoczął jednak dużo wcześniej, bo już w 1857 roku. Ojciec Jonesa,  prezes komitetu wista w londyńskim Portland Club, mającego dziś reputację najstarszego na świecie klubu karcianego, był zagorzałym wielbicielem tej gry i to właśnie po nim mały wtedy Henry Jones odziedziczył zamiłowanie do wista.  Młody Jones był członkiem kilku klubów wista, w tym Cavendish Club. W 1862 roku opublikował pracę pt. The Laws and Principles of Whist: Stated and Explained and its Practice Illustrated on an Original System by Means of Hands Played Completely Through pod pseudonimem „Cavendish”. Po tym traktacie opublikował jeszcze inne rozprawy naukowe o grach oraz liczne instrukcje do gier karcianych, pikiety czy écarté.
Jego pseudonim związany jest z klubem, którego był członkiem. Klub ten mieścił się przy Cavendish Square w Londynie. W jego dorobku znajduje się wiele artykułów pisanych do „The Field”, najstarszego (założonego w 1853 roku) magazynu poświęconemu życiu na wsi i łowiectwu.
Jako Cavendish publikował artykuły o bilardzie, tenisie ziemnym i krokiecie oraz przyczynił się do powstawania artykułów o wiście i innych grach karcianych, aż do dziewiątej edycji Encyklopedii Britannica (1911) Cavendish nie był twórcą zasad, lecz je modyfikował. Komentował również zmiany w przepisach gier na przestrzeni wielu generacji. Warty wspomnienia jest fakt, że Jones zawsze był na bieżąco i dotrzymywał kroku zmianom, jakie zachodziły w jego ulubionej grze.

## Tenis ziemny
w 1869 roku Jones dołączył do założonego rok wcześniej All England Crocket Club i przez krótki czas był jego sekretarzem. W 1875 roku Jones zaproponował przekształcenie jednego z klubowych pól do grania w krokieta na kort tenisowy. Krok ten miał istotne znaczenie dla rozwoju tenisa w Anglii i na świecie. Dwa lata później, ówczesny sekretarz klubu, John Walsh zaproponował zorganizowanie pierwszego turnieju tenisowego w celu zebrania funduszy na naprawę zepsutego walca do pielęgnacji nawierzchni. Turniej szybko przekształcił się w cykl najbardziej prestiżowych imprez tenisowych na świecie. Tak zrodził się Wimbledon, który razem z US Open, Australian Open i French Open wchodzą w skład Wielkiego Szlema.
Jones wraz z Julianem Marshallem i Johnem Moyerem Heathcote’em stworzyli podkomitet, którego zadaniem było ustalenie zasad rozgrywek tenisowych podczas turnieju. Wiele z nich przetrwało do dziś. Jones był jednym z sędziów Wimbledonu w latach 1877–1885.
Henry Jones zmarł w 1899 roku w dzielnicy Paddington w Londynie.

## Publikacje
- The Laws and Principles of Whist Stated and Explained and its Practice Illustrated On An Original System by Means of Hands Played Completely Through. Spine Title: Cavendish on Whist. Thos. De La Rue & Co. (London), Eighth edition, 1868, 120 stron.
- The Laws and Principles of Whist Stated and Explained and its Practice Illustrated On An Original System by Means of Hands Played Completely Through. Spine Title: Cavendish on Whist. John Wurtle Lovell (New York), From the Twelfth English Edition Revised and Greatly Enlarged, 1881, 257 stron.
- Whist Developments: American Leads and the Plain-Suit Echo, De La Rue & Co. (London), 1885, 172 stron.